# Га-Коген, Шабтай
Шабтай (Саббатай) бен-Меир га-Коген (известен под именем Шах (ש"ך),
1621, Вильна — 20 февраля 1662, Голлешау, королевство Богемия) — виленский раввин, галахист, историк-хронист.

## Биография
Учился в Тыкоцинской раввинской школе, затем в Краковской и Люблинской раввинских школах у раввина Иошуа Гешеля. Вернувшись в Вильну, стал членом виленского бет-дина (суда) раввина Моисея Лимы.
В период хмельнитчины бежал из Вильны в Прагу. Позднее занимал пост раввина в Дрезине (Моравия), затем (до конца жизни) — в Голлешау.
Похоронен на еврейском кладбище Голешова.

### Семья
Отец — Меир Коген Ашкенази (ок. 1590 — ок. 1645), польский талмудист, писатель.
Жена — дочь состоятельного Самсона Вольфа, внука краковского раввина Моисея Иссерлеса (1525—1572).
- дочь — Эсфирь.

## Творчество
Один из значимых комментаторов кодекса Иосифа Каро (1488—1575) «Шульхан Арух»; его мнение было высоко оценено Литовским ваадом 1683 года.
Опубликовал описание событий восстания Б. Хмельницкого в Речи Посполитой в середине XVII в.

### Избранные сочинения
- Саббатай Гакоген. Свиток Тягот / пер. С. Я. Борового // Еврейские хроники XVII столетия: эпоха «хмельничины». — М.: Гешарим, 1997. — С. 185—190.